# Chris Pridham
Chris Pridham (Toronto, 11 aprile 1965) è un ex tennista canadese.

## Carriera
Ha raggiunto a sorpresa la semifinale del Wellington Classic all'inizio della stagione 1988 e l'anno dopo è avanzato ai quarti di finale a Schenectady. Si presenta nuovamente in una semifinale ATP al South African Open 1992 sconfitto da Aaron Krickstein e a Kuala Lumpur nel 1993 dove è Richey Reneberg a interrompere la sua strada.
Ha fatto parte della squadra canadese di Coppa Davis dal 1988 al 1990 vincendo tre incontri e perdendone altrettanti, si è inoltre qualificato per le olimpiadi di Seul dove è stato sconfitto all'esordio da Martín Jaite.